# Cronologia storica di Trapani
La cronologia storica di Trapani risale alla fondazione della città nel 260 a.C..

## Protettorato cartaginese (260 a.C. - 241 A.C.)
- 260 a.C. - Il generale Amilcare distrusse la città Eryx eliminando gli abitanti del vicino promontorio di Drepanon, dove fondò la città da cui il nome.
- 258 a.C. - Il console romano Lucio Giunio Pullo divenne il padrone sia del tempio che della città di Eryx.
- 250 a.C. - Assedio di Lilibeo
- 249 a.C. - Battaglia di Trapani

Roma, nel tentativo di forzare il porto perde quasi tutta la flotta nella battaglia di Trapani. Si dà la colpa al deprimente effetto ottenuto dal console Claudio Pulcro che fece gettare in mare i polli augurali che non beccavano il mangime (cosa ritenuta di cattivo augurio). La frase del console: "se non vogliono mangiare, che bevano" è diventata famosa.
- 249 a.C. - Aulo Atilio Calatino viene nominato dittatore e guidò un esercito in Sicilia.

- 249–241 a.C. - Battaglie di Monte Erice

Il console Lucio Giunio Pullo perde, ancora una volta per la tempesta, la sua flotta ma riesce a conquistare Eryx.
- 242 a.C. - Con un estremo sforzo Roma riesce a costruire una nuova flotta ricorrendo anche a finanziamenti privati. Vengono allestite 219 navi. Il console Gaio Lutazio Catulo riuscì a cingerla d'assedio Drepanon ed il porto di Lilybaeum viene bloccato.

- 10 marzo 241 a.C. - Battaglia delle Isole Egadi

Il 10 marzo avviene la battaglia delle Egadi con la decisiva vittoria di Roma. Le navi cartaginesi, cariche di rifornimenti per la Sicilia, non riescono a manovrare e fuggono. Cartagine perde 120 navi e 10.000 uomini vengono catturati. Il comandante Annone finisce sotto processo per la sconfitta e viene condannato a morte. Cartagine è costretta ad accettare le condizioni di pace. Termine della prima guerra punica.

## Drepanon romana (241 a.C. - 440)
- Drepanon rientrò fra le 26 città censorie (civitates censoriae, città di proprietà del popolo romano) ovvero fra quelle più pertinaci nella resistenza contro i Romani.
- 104-100 a.C. - Seconda guerra servile

Si ribellarono gli schiavi delle città di Segesta e Lilibeo, al comando di un certo Atenione, pastordrepanitanus (secondo Diodoro Siculo, Athenionem natione Cilicem, aliis Drepani ortum) che giunse a cingere d'assedio Lilibeo stessa.
- 73-71 a.C. - Gaio Licinio Verre propretore della Sicilia.

Designato dal Senato acquisisce il potere di imperium: funzioni militari, amministrative, giurisdizionali. Durante il suo governo si macchiò di innumerevoli ingiustizie, allo scopo di accrescere il suo potere e le sue ricchezze personali. Compì concussioni, saccheggi e ruberie, pratiche piuttosto comuni nel periodo, per le quali, denunciato dai siciliani, subì un celebre processo a Roma nel quale Cicerone pronunciò contro di lui le orazioni denominate Verrine.

## Trapani spagnola (1516-1713)
- 1516-1517 – Rivolta in Sicilia del 1516. Trapani fu tra le città che si ribellarono dopo la fine della dinastia aragonese verso la nuova degli Asburgo di Spagna.
- 20 agosto 1535 – Carlo V d'Asburgo, arrivò a Trapani dopo aver conquistato Tunisi.
- 1536 – Carlo V d'Asburgo, con spese a carico dell'imperatore, trasferisce Ordine dei frati minori nell'attuale sito della Chiesa di Santa Maria di Gesù. La nuova costruzione fu realizzata su progetto di Natale Masuccio sui resti di una precedente chiesa dedicata a San Marco.
- 1541 – L’imperatore Carlo V d'Asburgo, con lettera datata in Valliadolid al 4 marzo, ringrazia la cittadinanza delle sue offerte durante le guerre di Tunisi ed Algeri e conferisce alla città il titolo di Invittissima.
- 1570 – Gli abitanti furono 16.286.
- 1581 – I Padri della Compagnia di Gesù giunsero a Trapani e provvisoriamente si sistemarono nelle case attigue alla Chiesa di San Michele. (dal 1605 Chiesa, Convento e Collegio dei Gesuiti)
- 1583 – I corsari trapanesi con 13 fuste agguerrite assaltano e saccheggiano la città di Monastir in Africa.
- 1589 – Trapani da semplice Terra divenne Civitas.
- 1591 – Il nobile bresciano Giovanni Francesco Pugnatore scrive la Storia di Trapani.
- 1594 – Il popolo trapanese tumultua per causa del caro dei viveri. Due giurati sono uccisi.
- 1603 – La città di Palermo chiama il trapanese Giulio Oristano, virtuoso professore di musica e a spese di quella università si stabilisce ivi, e vi stampa delle opere musicali.
- 1603 – Si costruisce l'acquedotto ad archi che dalle falde del monte Erice arriva alle mura della città.
- 1616 – La Compagnia di Gesù, venuta in Trapani nel 1580-1581, si stabilisce nel locale attuale del Collegio.
- 1624 – Peste a Trapani
- 1640 – Trapani è nominata Fedelissima. Diploma dato in Palermo a 3 agosto 1640.
- 1647 – Insurrezioni dovute a carestie, seguite alla Rivolta di Palermo (1647)
- 1696-1672 – Il nobile fra Giacomo Cavarretta Balì di S. Stefano ingrandisce e abbellisce il Palazzo Civico, su progetto dell’architetto Andrea Palma, nell'antica Loggia dei pisani, risalente al 1400.
- 1670-1673 – Insurrezioni dovute a carestie
- 1671 – Carlos de Grunenbergh costruisce la Torre di Ligny.
- 1681 – I padri Mercedari costruirono la loro Chiesa di Santa Maria della Mercede o della Misericordia ed il loro convento in via Mercè (inizialmente Via della Mercede), a ridosso delle mura di levante.
- 1700 – Il patrizio trapanese don Marco Fisicaro, militando negli eserciti del re di Spagna, assunto col grado di presidente dell’udienze generale dei cavalieri di S. Giacomo della Spada, ha il comando delle squadre delle Indie, e indi la carica di viceré nel Chilì.

## Trapani sabauda (1713-1720)
- 23 ottobre 1713-7 settembre 1714 – Interventi nella chiesa di San Pietro.
- 1717 – Il trapanese monsignore Francesco Barbara, abate di S. Lucia, è eletto da re Vittorio Amedeo II di Savoia suo grande elimosiniere e vescovo di Patti; indi viene da lui stesso spedito in Roma a conciliare col Pontefice le differenze insorte tra la Corona di Sicilia e la Curia romana sul Tribunale della Monarchia.
- 1718 – Si inaugura una statua marmorea nella piazza dell'Ospedale civico al re Vittorio Amedeo II di Savoia.
- 1718 – La città è assediata per sedici mesi dall'esercito spagnolo comandato dal Marchese di Lede durante la Guerra della Quadruplice Alleanza.
- 1718 – Michelangelo Fardella, dopo aver professato fisica sperimentale alla Sapienza di Roma, filosofia in Modena, astronomia in Padova, muore in Napoli a 61 anni.

## Trapani austriaca (1720-1734)
1 settembre 1726 – Terremoto con danni lievi a Trapani (Terremoto di Terrasini).
29 ottobre del 1726 – Dopo gli interventi di restauro, la Chiesa di San Pietro fu solennemente consacrata.

## Trapani borbonica (1735-1860)
- 1745 – La Chiesa di Santa Elisabetta venne ricostruita su progetto dell’architetto Giovanni Biagio Amico.
- 23 luglio 1751 – Terremoto con effetti distruttivi a Trapani e danni lievi a Custonaci, Ribera, Salemi, Sutera, Palermo. È documentato analogo evento sismico l'anno successivo 1752.
- 1752 – Terremoto con effetti distruttivi a Trapani
- 1761 – Gli ingegneri Paolo Rizzo e Luciano Gambina restaurarono la torre con l’arco sotto cui passava la via di Santa Elisabetta. Alla Chiesa di Santa Elisabetta era collegato un campanile con una campana situata nella loggetta.
- 1775 – Completata la ricostruzione della Chiesa di San Pietro ad opera dal teologo e architetto Giovanni Biagio Amico.

## Trapani nel Regno d'Italia (1860-1946)
- 16 aprile 1862 – Con Regio Decreto perdeva la qualifica di Piazza d'Armi.